# Vinni-Pukh idjot v gosti
Vinni-Pukh idjot v gosti (russisk: Винни-Пух идёт в гости, dansk.: Winnie the Pooh kommer på besøg (eller Peter Plys kommer på besøg) er en sovjetisk animationsfilm fra 1971 produceret af Soyuzmultfilm og instrueret af Fjodor Khitruk.
Filmen er baseret på A.A. Milnes serie af bøger om Peter Plys og er den anden i den sovjetiske filmtrilogi, der omfatter Vinni-Pukh (1969) og Vinni-Pukh i den zabot (1972). 

## Medvirkende
- Vladimir Osenev
- Jevgenij Leonov
- Iya Savvina
- Anatolij Sjjukin